# Патрісія Гітон
Патрісія Гелен Гітон (англ. Patricia Helen Heaton; нар. 4 березня 1958, Бей Вілледж, Огайо, США) — американська акторка, комедіантка та продюсерка. Володарка двох «Еммі» (за роль Дебри Берон у сіткомі «Всі люблять Реймонда»). У 2012 удостоєна зірки на Голлівудській алеї слави.

## Життєпис
Народилася 1958 року в Бей Вілледж, штат Огайо (США). Батько, Чак Гітон, був популярним спортивним коментатором «The Plain Dealer». Має брата Майкла та сестер — Шарон, Алісу й Френсіс.

## Кар'єра
У 1980 році Гітон перебралася до Нью-Йорка, де закінчила школу акторської майстерності. У 1987 році дебютувала на Бродвеї в постановці «Do not Get God Started» і згодом брала участь у безлічі офф-бродвейських постановок .
Після успіхів у театрі акторка почала свою кар'єру на телебаченні й у кіно. Вона знялася в декількох телесеріалах в якості запрошеної акторки, а також з'явилася в трьох недовгих серіалах в одній з головних ролей. Гітон знялася в таких фільмах, як «Сповідь невидимки», «Бетховен» і «Космічний джем».
У 1996 році отримала свою найуспішнішу роль у серіалі «Усі люблять Реймонда». Гітон отримувала номінацію на «Еммі» щорічно протягом семи років, двічі виграла — у 2000 і 2001 роках. Крім цього, вона також отримала безліч нагород і номінацій, включно з «Премією Гільдії кіноакторів США за найкращу жіночу роль у комедійному серіалі». На початку двохтисячних вона також стала однією з найбільш високооплачуваних акторок на телебаченні із заробітком близько 12 млн доларів на рік.
З вересня 2007 року Гітон почала грати головну роль в комедії «Повернутися до вас» разом з Келсі Греммер. Попри позитивні відгуки критиків, шоу було скасовано навесні 2008 року. У 2008 році вона також зіграла у фільмі «Перед класом», заснованому на реальній історії жінки, дитина якої страждає синдромом Туретта.
У 2009 році вона повернулася на телебачення з успішним телесеріалом у жанрі комедії «Буває й гірше». За третій сезон шоу Гітон отримала близько 6 млн доларів, залишаючись однією з найбільш високооплачуваних актрис на телебаченні.
У 2011 році TV Guide помістив Гітон на двадцять четверте місце в своєму рейтингу «Сто найсмішніших жінок».

## Особисте життя

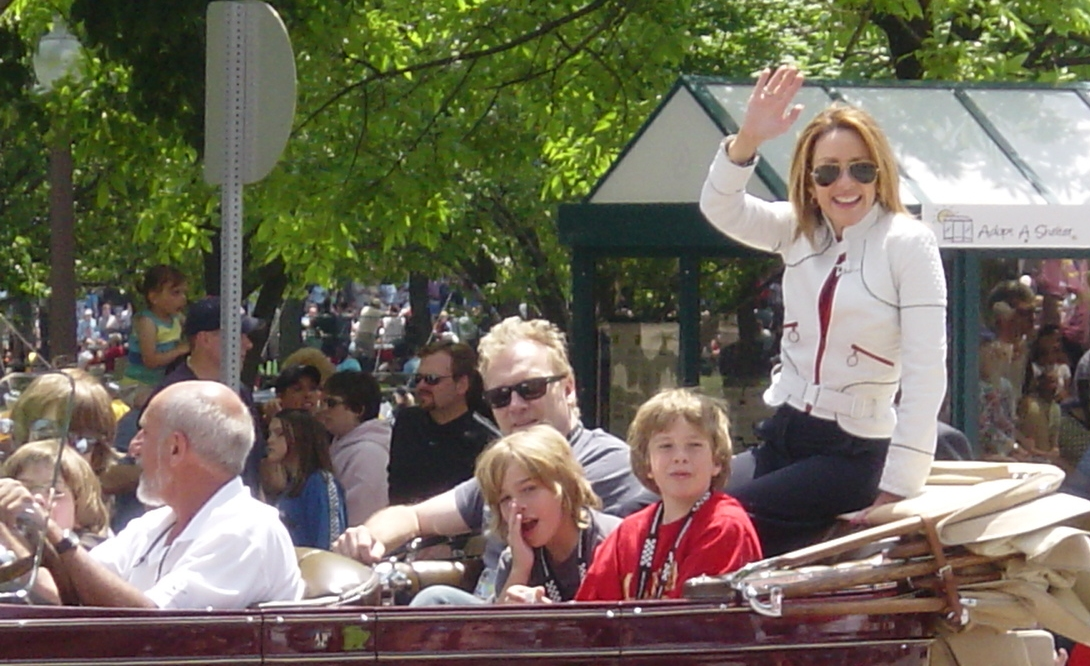
Патриція Гітон з сім'єю на параді в Індіанаполісі, травень 2008

З 1990 у шлюбі з британським актором Девідом Гантом, народила чотирьох синів. У 2002 випустила мемуари Motherhood and Hollywood: How to Get a Job Like Mine (Материнство й Голлівуд: як отримати роботу як у мене).
Гітон веде активну політичну та соціальну діяльність. Вона виступає проти абортів, евтаназії та страти. Ідеї Гітон стали особливо помітні в ході дискусії у справі Террі Шіаво на початку двохтисячних . Гітон є почесною головою організації «Феміністки за життя»", яка виступає проти абортів і досліджень ембріональних стовбурових клітин, а також не підтримує аборти на основі фемінізму .
Гітон є членом Республіканської партії США. Хоча вона й республіканка, Гітон підтримує права геїв і виступає за контроль над народжуваністю, і публічно заявляє, що не проти одностатевих шлюбів .

## Фільмографія

### Акторка
| Рік         |    | Українська назва                | Оригінальна назва                | Роль                   |
| ----------- | -- | ------------------------------- | -------------------------------- | ---------------------- |
| 2019—2020   | с  | Другий шанс Керол               | Carol's Second Act               | Керол Кенні            |
| 2014        | ф  | Ніч відпочинку для мам          | Moms' Night Out                  | Сондра                 |
| 2011 — 2011 | с  | Америка у прайм тайм            | America in Primetime             | різні ролі             |
| 2009 — 2018 | с  | Буває й гірше                   | The Middle                       | Френкі Гек             |
| 2008        | тф | Перед класом                    | Front of the Class               | Еллен Коен             |
| 2007 — 2008 | с  | Повернутися до вас              | Back to You                      | Келлі Карр             |
| 2006        | тф | Проєкт Патриції Гітон без назви | Untitled Patricia Heaton Project | Джанет Дейлі           |
| 2006 — 2006 | с  | Шлях до 11 вересня              | The Path to 9/11                 | Посол Бодін            |
| 2005        | тф | Обручка                         | The Engagement Ring              | Сара Роза Ансельмі     |
| 2004        | мс | Денні-Фантом                    | Danny Phantom                    | Ланч Леді (озвучення)  |
| 2004        | тф | Дівчина для прощання            | The Goodbye Girl                 | Паула Макфадден        |
| 2001        | тф | Місто без Різдва                | A Town Without Christmas         | М. Джей Дженсен        |
| 1998 — 2007 | с  | Король Квінса                   | The King of Queens               | Дебра Барон            |
| 1997        | тф | Чудо в лісі                     | Miracle in the Woods             | Ванда Бріґґс           |
| 1996        | ф  | Космічний джем                  | Space Jam                        | Фанатка                |
| 1996 — 2005 | с  | Усі люблять Реймонда            | Everybody Loves Raymond          | Дебра Луїс Вален Барон |
| 1995 — 1995 | с  | Жінки Білого дому               | Women of the House               | Наталі Голлінґсворт    |
| 1994        | ф  | Новий час                       | The New Age                      | Анна                   |
| 1994 — 2000 | с  | Нас п'ятеро                     | Party of Five                    | Робін Меррін           |
| 1992        | ф  | Бетховен                        | Beethoven                        | Брі                    |
| 1992 — 1993 | с  | Кімната для двох                | Room for Two                     | Джилл Кюрленд          |
| 1992        | ф  | Спогади людини-невидимки        | Memoirs of an Invisible Man      | Еллен                  |
| 1990        | тф | Розбиті мрії                    | Shattered Dreams                 | Стара Дотті            |
| 1989 — 1990 | с  | Нація прибульців                | Alien Nation                     | Аманда Рассел          |
| 1987 — 1991 | с  | Тридцять з чимось               | Thirtysomething                  | Доктор Сільверман      |
| 1986 — 1995 | с  | Метлок                          | Matlock                          | Еллі Стенфорд          |

### Продюсер
| рік  | Назва українською      | Назва англійською                          | Примітки            |
| ---- | ---------------------- | ------------------------------------------ | ------------------- |
| 2014 | Ніч відпочинку для мам | Moms 'Night Out                            | Виконавчий продюсер |
| 2012 | Серце Різдва           | The Christmas Heart                        | Виконавчий продюсер |
| 2009 |                        | Versailles                                 | продюсер            |
| 2006 |                        | Untitled Patricia Heaton Project           | Виконавчий продюсер |
| 2006 | Дивовижне добродійство | Amazing Grace                              | продюсер            |
| 2005 | Обручка                | The Engagement Ring                        | Виконавчий продюсер |
| 2005 |                        | The Bituminous Coal Queens of Pennsylvania | продюсер            |
| 2004 |                        | Christmas at Cartwright's                  | Виконавчий продюсер |

## Нагороди та номінації

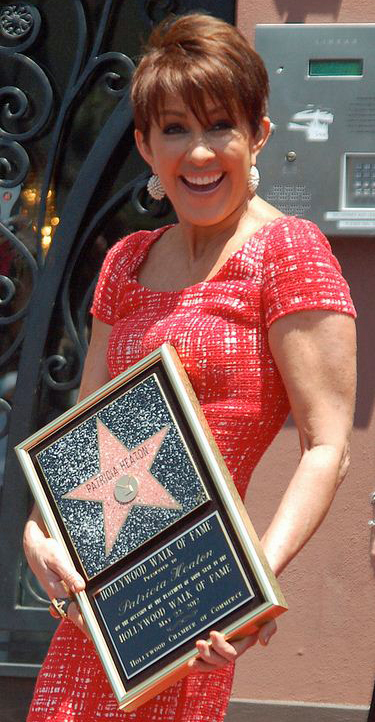
Патриція Гітон у 2012 році

- «Еммі»
  - 1999 — Премія «Еммі» за найкращу жіночу роль у комедійному телесеріалі — «Усі люблять Реймонда» (номінація)
  - 2000 — Премія «Еммі» за найкращу жіночу роль у комедійному телесеріалі — «Усі люблять Реймонда»
  - 2001 — Премія «Еммі» за найкращу жіночу роль у комедійному телесеріалі — «Усі люблять Реймонда»
  - 2002 — Премія «Еммі» за найкращу жіночу роль у комедійному телесеріалі — «Усі люблять Реймонда» (номінація)
  - 2003 — Премія «Еммі» за найкращу жіночу роль у комедійному телесеріалі — «Усі люблять Реймонда» (номінація)
  - 2004 — Премія «Еммі» за найкращу жіночу роль у комедійному телесеріалі — «Усі люблять Реймонда» (номінація)
  - 2005 — Премія «Еммі» за найкращу жіночу роль у комедійному телесеріалі — «Усі люблять Реймонда» (номінація)

«Премія Гільдії кіноакторів США»
  - 1999 — Премія Гільдії кіноакторів США за кращий акторський склад в комедійному серіалі — «Усі люблять Реймонда» (номінація)
  - 2000 — Премія Гільдії кіноакторів США за кращий акторський склад в комедійному серіалі — «Усі люблять Реймонда» (номінація)
  - 2002 — Премія Гільдії кіноакторів США за кращий акторський склад в комедійному серіалі — «Усі люблять Реймонда» (номінація)
  - 2002 — Премія Гільдії кіноакторів США за найкращу жіночу роль у комедійному серіалі — «Усі люблять Реймонда» (номінація)
  - 2003 — Премія Гільдії кіноакторів США за кращий акторський склад в комедійному серіалі — «Усі люблять Реймонда»
  - 2003 — Премія Гільдії кіноакторів США за найкращу жіночу роль у комедійному серіалі — «Усі люблять Реймонда» (номінація)
  - 2004 — Премія Гільдії кіноакторів США за кращий акторський склад в комедійному серіалі — «Усі люблять Реймонда» (номінація)
  - 2004 — Премія Гільдії кіноакторів США за найкращу жіночу роль у комедійному серіалі — «Усі люблять Реймонда» (номінація)
  - 2005 — Премія Гільдії кіноакторів США за кращий акторський склад в комедійному серіалі — «Усі люблять Реймонда» (номінація)
  - 2005 — Премія Гільдії кіноакторів США за найкращу жіночу роль у комедійному серіалі — «Усі люблять Реймонда» (номінація)
  - 2005 — Премія Гільдії кіноакторів США за найкращу жіночу роль в телефільмі або міні-серіалі — «Дівчина для прощання» (номінація)
  - 2006 — Премія Гільдії кіноакторів США за кращий акторський склад в комедійному серіалі — «Усі люблять Реймонда» (номінація)
  - 2006 — Премія Гільдії кіноакторів США за найкращу жіночу роль у комедійному серіалі — «Усі люблять Реймонда» (номінація)

Премія «Супутник»
  - 2007 — Найкраща актриса комедійного телесеріалу — «Повернутися до вас»

«Асоціація телевізійних критиків»
  - 2011 — Найкраща актриса комедійного телесеріалу — «Буває й гірше»